# Dictyla convergens
Dictyla convergens, auch Braune Sumpf-Vergißmeinnicht-Netzwanze genannt, ist eine Wanze aus der Familie der Netzwanzen (Tingidae).

## Merkmale
Die Wanzen werden 2,9 bis 3,6 Millimeter lang. Sie haben eine blass gelb-braune Grundfarbe. Teile der Hemielytren sind dunkler gefärbt. Wie auch bei der Gattung Physatocheila sind die Seitenränder des Pronotums deutlich nach unten gekrümmt und das Pronotum trägt drei Kiele, von denen allerdings nur der mittlere den Kopf erreicht.

## Verbreitung und Lebensraum
Die Art ist in Europa, mit Ausnahme des Nordens der Britischen Inseln und Skandinaviens, westlich bis zur Iberischen Halbinsel und im Osten bis ins europäische Russland und die Ukraine verbreitet. Sie fehlt im restlichen Mittelmeerraum. In Mitteleuropa ist die Art weit verbreitet, aber selten. In Großbritannien ist sie weit verbreitet, tritt aber nur lokal auf. Besiedelt werden vor allem feuchte bis nasse Lebensräume mit Bewuchs ihrer Nahrungspflanzen.

## Lebensweise
Die Tiere leben an Vergissmeinnicht (Myosotis), fast ausschließlich an Sumpf-Vergissmeinnicht (Myosotis palustris). Die Weibchen legen ihre Eier im Mai in Gelegen von bis zu 18 Stück an den Stielen der Nahrungspflanzen und an der Basis ihrer Knospen ab. Letztere sterben dabei in der Regel ab. Die Imagines treten im August auf, die Nymphen den ganzen Sommer über bis in den September. Es ist noch unbekannt, ob eine oder zwei Generationen pro Jahr, wie bei anderen Arten der Gattung, ausgebildet werden.

## Belege